# Perca
Perca és un gènere de peixos d'aigua dolça inclòs a la família Percidae. Les perques pesen al voltant de 2-3 kg: excepcionalment fins a 10 kg. Són peixos d'aspecte robust però de forma allargada, recoberts d'esquames ctenoides (que tenen els marges dentats com una pinta). Tenen un parell d'aletes pectorals i pelvianes. Són peixos depredadors comestibles i objecte de pesca esportiva. La perca del Nil, Lates niloticus, és de l'ordre Perciformes però no de la família ni per tant del gènere de les perques.
El tàxon inclou tres espècies:
- Perca fluviatilis es troba a Europa i Àsia.
- Perca schrenkii es troba al Kazakhstan (al llac Balkhash, al llac Alakol), l'Uzbekistan, i la Xina.
- Perca flavescens, més petita que les altres, viu als Estats Units i el Canadà.